# Zwei Bayern im Urwald
Zwei Bayern im Urwald ist ein deutsches Filmlustspiel aus dem Jahre 1957 mit Joe Stöckel und Beppo Brem in den Titelrollen.

## Handlung
Der Afrika-Auswanderer und Jungbraumeister Toni Gschwendner und seine Demnächstverlobte Ria Huber haben ein Problem: Das von Toni vor Ort in Zibasso gebraute Bier „Alligator-Bräu“ schmeckt einfach nicht. Ria schlägt vor, Jonathan Ratzensteller, Tonis alten Lehrmeister, aus Oberbayern einzuladen, auf dass dieser herausfinden möge, was an dem Bier nicht stimmt. Finanzieren soll das Ganze Rias reicher Vater, der Brauereibesitzer Xaver Huber, der, seitdem ihn in Afrika eine „Lachschlange“ gebissen hat, selbst in den unmöglichsten Situationen ständig lachen muss. Toni und Ria ahnen nicht, dass der hinterhältige und ölige Herr Jawassis, der obendrein auch noch Ria ständig nachstellt, von einem gedungenen Einheimischen regelmäßig ein weißes Pulver in den Braukessel schütten lässt, der das Alligator-Bier ungenießbar macht.
Daheim in Bayern zanken sich der Ratzenstaller-Jonathan und sein bester Freund, der Moosrainer-Michl, derart häufig mit ihren beiden Ehefrauen, dass eine Einladung nach Afrika den beiden äußerst recht kommt. Heimlich schleichen sich die Urbayern auf einem Volksfest davon und treten die Schiffsreise nach Afrika an. An Bord lernen sie die patente Preußin Lilo Knopke kennen, eine angebliche Sklavenhändlerin, die die beiden seekranken Mannsbilder zwei Pillen schlucken lässt, die Jonathan und Michl jedoch im Gesicht blau anlaufen lassen. Derweil trifft vor Ort Jawassis Maßnahmen, um zu verhindern, dass Ratzenstaller erst bis zur Brauerei und dann ihm auf die Spur kommt. Kaum von Bord, wirken die beiden Bajuwaren in ihrer Sepplhosentracht, umringt von kleinwüchsigen Einheimischen, wie zwei absolute Exoten. Auch Jawassis ist bereits am Hafen angekommen und trifft seine finsteren Vorbereitungen. Währenddessen erweist sich Moosrainer als wahres Verkaufsgenie und verscherbelt an die Schwarzen seine Produkte, die hier eigentlich niemand braucht.
Mit einem herzhaften “Grüß Gott, Herr Neger” begrüßt Jonathan den Einheimischen, der ihn offensichtlich zum Alligator-Bräu bringen soll. Die beiden einfältigen Bayern ahnen nicht, dass Monsieur Jawassis dahinter steckt und sie kurzerhand entführen lässt. Mitten im afrikanischen Nirgendwo täuscht der schwarze Fahrer eine Autopanne vor und verhindert so die Weiterfahrt. Jawassis taucht aus dem Nichts auf und bietet angeblich „Hilfe“ an. Er sagt, er könne eine Eselskarawane anbieten, die sie zur Brauerei bringen werde. Den dicken Ratzenstaller müssen vier Schwarzafrikaner in einer Sänfte schleppen. Die beiden Einfaltspinsel, die andauernd von bayerischem Essen sprechen, bemerken überhaupt nicht, dass sie kreuz und quer durch die Savanne getragen werden. Nach einer Brotzeit fallen die Bayern in tiefen Schlaf und bekommen nicht mit, dass sich in der Zwischenzeit ihre Träger mitsamt dem kleinen Esel davongemacht haben. Nun sind die Bayern im Urwald mutterseelenallein und ganz auf sich gestellt.
Inzwischen haben sich Ria und ihr Toni auf die Suche nach den beiden Verschollenen gemacht. Die irren derweil durch die Wildnis und machen Bekanntschaft mit Krokodilen und Löwen, einer Giftschlange, einem Geparden und einem Vogel Strauß. Nach einer Weile stoßen die beiden Umherirrenden auf einen Kral und seine Bewohner. Doch auch hier erwartet sie Ungemach, denn man fesselt sie an einen Marterpfahl. Jonathan und Michl befürchten, im Suppentopf von Kannibalen zu landen, sind aber nur Teil einer touristischen Vorführung geworden, die sich ihre Berliner Reisebekanntschaft vom Schiff, Lilo Knopke, ausgedacht hat. Hilfe erhalten sie von einer bayerisch sprechenden Eingeborenen, die per Buschtrommel ein Telegramm zur Alligator-Brauerei absetzt. Schließlich werden die beiden auf der Landstraße vom ihnen im Jeep entgegenfahrenden Toni aufgesammelt. In der Brauerei entdeckt Michl Wanzenpulver und ahnt, dass dies dem Bier zugemischt wurde. Die Spur führt zu dem aalglatten Jawassis, den sie bei ihrer Abreise auf dem Flughafen in Verkleidung erwischen. Jawassis erhält von Toni eine ordentliche Tracht Prügel, und die heimwehkranken Bayern kehren in ihre geliebte Heimat und zu ihren sie sehnsüchtig erwartenden Ehefrauen zurück.

## Produktionsnotizen
Zwei Bayern im Urwald entstand mit Unterstützung der Lufthansa vor Ort in Westafrika (vermutlich Senegal) und im winterlichen Bayern und wurde am 7. Juni 1957 in den Münchner Kammerlichtspielen und im Europa-Palast uraufgeführt.
Produzent Jochen Genzow übernahm auch die Herstellungsleitung. Rolf Kästel war einfacher Kameramann unter der Leitung von Klaus von Rautenfeld. Rainer Erler diente als Regieassistent.
Für Ludwig Bender (1908–1973) war dies die letzte Filmregie.

## Wissenswertes
Zwei Bayern im Urwald ist einer von mehreren Zwei Bayern ...-Filmen, die Stöckel und Brem 1956 und 1957 drehten. Weitere Lustspiele dieser kurzlebigen Reihe waren Zwei Bayern in St. Pauli, Die fidelen Detektive und Zwei Bayern im Harem. Ein Nachzüglerfilm, Zwei Bayern in Bonn, entstand 1962. Da zu diesem Zeitpunkt Joe Stöckel bereits verstorben war, übernahm dessen Part der Kollege Hans Fitz.

## Kritik
Das Lexikon des Internationalen Films meinte knapp: „Klamaukfilm auf niedrigem Niveau.“

## Einzelnachweis
1. ↑  Zwei Bayern im Urwald. In: Lexikon des internationalen Films. Filmdienst, abgerufen am 24. Dezember 2020.